# Katy Bonnín
Catalina Bonnín Bonnín (Montluçon, 1947), més coneguda com a Katy Bonnín, és una artista plàstica mallorquina. Membre de la Nova Plàstica Mallorquina, va fer part del Grup d'Art Pobre i del col·lectiu Criada 74.
Es formà a l'Escola d'Arts i Oficis de Palma i després a l'Escola Superior de Belles Arts de Sant Jordi a Barcelona. Allà ja s'interessà per la pintura matèrica de Tàpies i per la utilització de materials febles i quotidians com el paper, els plàstics, el cartó o el paper d'alumini, interès que suposava una clara reacció a l'excés academicista, tant en material com en tècniques, que predominava a la plàstica mallorquina en aquell moment.
Participà en l'exposició col·lectiva Mostra d'art pobre que tengué lloc a la llibreria Tous la segona quinzena d'octubre del 1971. D'entre els diversos artistes que hi participaren, Bonnín fou l'única que posteriorment continuà aplicant els procediments de l'arte povera. El 1973 va participar, juntament amb 116 artistes més, en una exposició homenatge als vuitanta anys de Miró, en motiu de la inauguració a Balears del Col·legi d'Arquitectes de Catalunya i Balears.
D'entre les seves exposicions individuals, destaquen la que dugué a terme l'agost de 1973 a la Galeria Latina (exposició que alguns consideraren la primera mostra d'art conceptual a Mallorca) i la d'abril de 1976 a la Galeria 4 Gats. Katy Bonnín també va participar en la que es pot considerar la primera exposició col·lectiva del grup Criada 74, inaugurada el 5 de novembre de 1974 a la llibreria Tous. Aquest col·lectiu va sorgir a partir de la necessitat de realitzar algun tipus de manifestació en contra dels certàmens artístics.
El 1987 la seva obra Sense títol va ser guardonada amb el Premi Ciutat de Palma de Pintura, convertint-se així en la primera dona que rebia aquest guardó. El 1989 la seva obra es va mostrar a l'exposició Katy Bonnín al Casal Solleric de Palma.